# Hans-Henrik Ørsted
Hans-Henrik Ørsted (* 13. Dezember 1954 in Grenå) ist ein ehemaliger dänischer Radrennfahrer und dreifacher Weltmeister.
Hans-Henrik Ørsted war einer der stärksten Radrennfahrer Dänemarks Ende der 1970er und in den 1980er Jahren. Noch als Amateur, von 1975 bis 1978, gewann er acht dänische Meistertitel in verschiedenen Disziplinen, in der Einer- sowie der Mannschaftsverfolgung, im Punktefahren sowie im Einzelzeitfahren auf der Straße.
1980 nahm Ørsted an den Olympischen Spielen in Moskau teil und errang in der Einerverfolgung die Bronzemedaille. Anschließend wurde er Profi und belegte noch im selben Jahr den dritten Platz bei den UCI-Bahn-Weltmeisterschaften in „seiner“ Disziplin, der Einerverfolgung. Auch als Profi wurde er sieben Mal dänischer Meister in verschiedenen Disziplinen auf der Bahn wie auf der Straße. 1981 gewann er zusammen mit Francesco Moser im Paarzeitfahren die renommierte Trofeo Baracchi.
Bei folgenden Bahn-Weltmeisterschaften wurde Hans-Henrik Ørsted in der Einerverfolgung dreimal Weltmeister, dreimal Vize-Weltmeister und zweimal belegte er den dritten Platz. 1981 und 1983 wurde Ørsted Europameister im Madison gemeinsam mit Gert Frank. Zwischen 1981 und 1988 startete Ørsted bei 53 Sechstagerennen, von denen er acht gewinnen konnte, die meisten gemeinsam mit seinem Landsmann Gert Frank.
Hans-Henrik Ørsted ist ein Urenkel des Physikers, Chemikers und Naturphilosophen Hans Christian Ørsted.